# Toulonjac
Toulonjac – miejscowość i gmina we Francji, w regionie Oksytania, w departamencie Aveyron. W 2013 roku jej populacja wynosiła 756 mieszkańców. 